# Kvitka, Novoukraiinka
Kvitka (în ucraineană Квітка) este un sat în comuna Ivanivka din raionul Novoukraiinka, regiunea Kirovohrad, Ucraina.

## Demografie
Componența lingvistică a localității Kvitka
     Ucraineană (97,29%)
     Belarusă (1,55%)
     Alte limbi (1,17%)
Conform recensământului din 2001, majoritatea populației localității Kvitka era vorbitoare de ucraineană (97,29%), existând în minoritate și vorbitori de belarusă (1,55%).